# 邵燈
邵燈（？—1671年），初名燠，字时若，改燈，字无尽，一字薪传。江南常熟人。清初政治人物。

## 生平
顺治九年（1650年）壬辰科进士，初官刑部，累官河南按察使司佥事，主管河道，勤于治河。

## 著作
有《先儒粹记》、《河防要略》、《中州景行集》、《读书澄怀集》等。